# Voz jadeante
La voz jadeante (en inglés: breathy voice), también llamada voz murmurada, voz susurrante, susurro y susurración, es una fonación en la que las cuerdas vocales vibran, como lo hacen en la vocalización normal (modal), pero se ajustan para dejar escapar más aire, lo que produce un sonido similar a un suspiro. 
En el contexto de las lenguas indoarias, como el sánscrito y el hindi, y de los estudios indoeuropeos comparativos, las consonantes con soplo suelen denominarse aspiradas sonoras, como en las oclusiones del hindi y el sánscrito, normalmente denominadas bh, dh, ḍh, jh y gh, y los fonemas protoindoeuropeos reconstruidos bʰ,dʰ,ǵʰ,gʰ,gʷʰ. Desde el punto de vista articulatorio, esa terminología es inexacta, ya que la voz entrecortada es un tipo de fonación diferente de la aspirada. Sin embargo, las oclusivas con respiración y con aspiración son acústicamente similares en el sentido de que en ambos casos hay un retraso en la aparición de la sonoridad completa. En la historia de varias lenguas, como el griego y algunas variedades del chino, las pausas jadeantes se han convertido en pausas aspiradas.

## Clasificación y terminología
Existe cierta confusión en cuanto a la naturaleza de la fonación soplada. El Alfabeto Fonético Internacional (AFI) y autores como Peter Ladefogedefinen el murmullo fonémicamente contrastivo con la voz jadeante, en la que las cuerdas vocales se mantienen con menor tensión (y más separadas) que en la voz modal, con un aumento concomitante del flujo de aire y una vibración más lenta de la glotis. En ese modelo, el soplo es un punto en un continuo de apertura glótica entre la voz modal y la fonación respiratoria (sin voz).
Otros, como Laver, Catford, Trask y los autores de los Voice Quality Symbols (VoQS), equiparan el soplo a la voz susurrante en la que las cuerdas vocales o, al menos, la parte anterior de las cuerdas vocales vibra, como en la voz modal, pero los cartílagos aritenoides se mantienen separados para permitir un gran flujo de aire turbulento entre ellos. En ese modelo, el soplo es una fonación compuesta de aproximadamente voz modal más susurro.
Es posible que la realización del soplo varíe según los individuos o las lenguas. El AFI utiliza el término "voz jadeante (breathy voice)", pero el VoQS utiliza el término "voz susurrante (whispery voice)". Ambos aceptan el término "murmullo", popularizado por Ladefoged.

## Transcripción
Una parada con liberación respiratoria o una nasal respiratoria se transcriben en el AFI como [bʱ], [dʱ], [ɡʱ], [mʱ], etc. o como [b̤], [d̤], [ɡ̈], [m̤], etc. Las vocales jadeantes se escriben más a menudo [a̤], [e̤], etc. La indicación de la voz con respiración mediante el uso de la diéresis de subíndice fue aprobada en junio de 1976 o antes por los miembros del consejo de la AFI.
En VoQS, se utiliza la notación {V̤} para la voz susurrante (o murmullo), y {Vʰ} para la voz entrecortada. Algunos autores, como Laver, sugieren la transcripción alternativa ⟨ḅạɾ⟩ (en lugar de AFI ⟨b̤a̤ɾ⟩) como el análisis correcto del gujarati /bɦaɾ/, pero podría confundirse con la sustitución de la sonorización modal en segmentos sonoros por la fonación susurrada, convencionalmente transcrita con el diacrítico ◌̣. 

## Métodos de producción
Hay varias maneras de producir sonidos susurrantes como [ɦ]. Una consiste en mantener las cuerdas vocales separadas, de modo que queden laxas como en el caso de [h], pero aumentando el volumen del flujo de aire para que vibren con soltura. La segunda consiste en acercar las cuerdas vocales en toda su longitud más que en la [h] sorda, pero no tanto como en los sonidos modales, como las vocales. El resultado es un flujo de aire intermedio entre la [h] y las vocales, como ocurre con la /h/ intervocálica inglesa. La tercera consiste en contraer la glotis, pero separando los cartílagos aritenoides que controlan un extremo. De este modo, las cuerdas vocales se juntan para vocalizar en la parte posterior, pero se separan para permitir el paso de grandes volúmenes de aire en la parte anterior. Esta es la situación del hindi.
La distinción entre las dos últimas de estas realizaciones, las cuerdas vocales algo separadas a lo largo de su longitud (voz jadeante) y las cuerdas vocales juntas con los aritenoides haciendo una abertura (voz susurrante), es fonéticamente relevante en el idioma hmong (Hmong Daw).

## Propiedad fonológica
Numerosas lenguas utilizan la sonoridad jadeante de forma fonológicamente contrastada. Muchas lenguas indoarias, como el hindi, suelen tener un contraste de cuatro vías entre plosivas y africadas (sonoras, jadeantes, tenues, aspiradas) y un contraste de dos vías entre nasales (sonoras, jadeantes). Las lenguas nguni de la rama meridional de las lenguas bantúes, como el futhi, el xhosa, el zulú, el ndebele meridional y el suazi, también tienen voz sonora contrastada. En el caso del xhosa, existe un contraste cuádruple análogo al del índico en los chasquidos orales y, de forma similar, un contraste bidireccional entre los chasquidos nasales, pero un contraste triple entre las plosivas y las africadas (jadeantes, aspiradas y eyectivas) y contrastes bidireccionales entre las fricativas (sordas y jadeantes) y las nasales (sonoras y jadeantes).
En algunas lenguas bantúes, las oclusivas históricamente jadeantes se han desdoblado fonéticamente, pero se ha mantenido el contraste de cuatro direcciones en el sistema. En las cinco lenguas bantúes del sureste mencionadas, las pausas de respiración (incluso si se realizan fonéticamente como aspiradas átonas) tienen un marcado efecto de bajada (o depresión) del tono en las vocales tautosilábicas siguientes. Por esta razón, en la literatura lingüística local, estas consonantes de parada se denominan frecuentemente paradas "depresoras".
El swazi, y en mayor medida el phuthi, muestran buenas pruebas de que la sonoridad de la respiración puede utilizarse como una propiedad morfológica independiente de cualquier valor de sonoridad de la consonante. Por ejemplo, en ambas lenguas, el mecanismo morfológico estándar para conseguir la cópula morfosintáctica es simplemente ejecutar la sílaba prefija del sustantivo como jadeante (o 'deprimida').
En portugués, las vocales tras la sílaba acentuada pueden pronunciarse con voz jadeante.
El gujarati es inusual en el contraste de vocales y consonantes jadeantes: /baɾ/ 'doce', /ba̤ɾ/ 'fuera', /bʱaɾ/ 'carga'.
Tsumkwe Juǀʼhoan hace las siguientes distinciones raras : /nǂʱao/ caer, aterrizar (de un pájaro, etc.); /nǂʱao̤/ caminar; /nǂʱaˤo/ especie de hierba; y /n|ʱoaᵑ/ persona avariciosa; /n|oaʱᵑ/ gato.
Las pausas respiratorias en panyabí perdieron su fonación, fusionándose con las pausas sordas y sonoras en varias posiciones, y se desarrolló un sistema de tonos altos y bajos en las sílabas que antes tenían estos sonidos.
En algunos dialectos del español coloquial también se puede observar la voz jadeante en lugar de la coda /s/ debuccalizada, por ejemplo [ˈtoðoɦ lo ˈθiɦneh som ˈblaŋkoh] para "todos los cisnes son blancos".